# Andy Hilbert
Andrew John „Andy“ Hilbert (* 6. Februar 1981 in Howell, Michigan) ist ein ehemaliger US-amerikanischer Eishockeyspieler, der im Verlauf seiner aktiven Karriere zwischen 1997 und 2010 unter anderem 317 Spiele für die Boston Bruins, Chicago Blackhawks, Pittsburgh Penguins, New York Islanders und Minnesota Wild in der National Hockey League auf der Position des Centers bestritten hat. Seinen größten Karriereerfolg feierte Hilbert im Trikot der Nationalmannschaft der Vereinigten Staaten mit dem Gewinn der Bronzemedaille bei der Weltmeisterschaft 2004.

## Karriere
Andy Hilbert begann seine Karriere als Eishockeyspieler in der Mannschaft des USA Hockey National Team Development Program, für die er von 1997 bis 1999 aktiv war. Anschließend spielte der Angreifer zwei Jahre lang für die University of Michigan. In dieser Zeit wurde er während des NHL Entry Draft 2000 in der zweiten Runde als insgesamt 37. Spieler von den Boston Bruins ausgewählt. In seinen vier Jahren in Boston konnte sich Hilbert nie endgültig durchsetzen, so dass er stets weniger als 20 Partien pro Spielzeit absolvierte und den Rest der Saison bei Bostons Farmteam, den Providence Bruins, in der American Hockey League verbrachte. Während des Lockouts in der NHL-Saison 2004/05 stand Hilbert in der gesamten AHL-Saison für Providence auf dem Eis. 
Im November 2005 gaben die Boston Bruins den US-Amerikaner an die Chicago Blackhawks ab, die ihn kurz vor dem Ende der Trade Deadline zu den Pittsburgh Penguins weiter schickten. Trotz 18 Scorerpunkten, darunter sieben Tore, in 19 Spielen für Pittsburgh verließ Hilbert die Penguins am Saisonende wieder und unterschrieb im Sommer 2006 als Free Agent einen Vertrag bei den New York Islanders, für die er drei Spielzeiten aktiv war. Nachdem er die Saison 2009/10 bei den Houston Aeros und den Minnesota Wild verbracht hatte, unterzeichnete Hilbert im August 2010 einen auf ein Jahr befristeten Vertrag bei den New York Islanders und kehrte somit an seine alte Wirkungsstätte zurück.

### International
Für die USA nahm Hilbert an der U18-Junioren-Weltmeisterschaft 1999 sowie den Junioren-Weltmeisterschaften 1999, 2000 und 2001 teil. Des Weiteren stand Hilbert im Aufgebot der USA bei den A-Weltmeisterschaften 2002, 2004 und 2006.

## Erfolge und Auszeichnungen
| - 2001 CCHA First All-Star Team - 2001 NCAA West First All-American Team - 2002 Teilnahme am AHL All-Star Classic - 2002 AHL All-Rookie Team | - 2003 Teilnahme am AHL All-Star Classic - 2005 Teilnahme am AHL All-Star Classic - 2005 AHL Second All-Star Team |

### International
- 1999 Bester Torschütze der U18-Junioren-Weltmeisterschaft
- 2004 Bronzemedaille bei der Weltmeisterschaft

## Karrierestatistik

### International
Vertrat die USA bei:
| - U20-Junioren-Weltmeisterschaft 1999 - U18-Junioren-Weltmeisterschaft 1999 - U20-Junioren-Weltmeisterschaft 2000 - U20-Junioren-Weltmeisterschaft 2001 | - Weltmeisterschaft 2002 - Weltmeisterschaft 2004 - Weltmeisterschaft 2006 |

(Legende zur Spielerstatistik: Sp oder GP = absolvierte Spiele; T oder G = erzielte Tore; V oder A = erzielte Assists; Pkt oder Pts = erzielte Scorerpunkte; SM oder PIM = erhaltene Strafminuten; +/− = Plus/Minus-Bilanz; PP = erzielte Überzahltore; SH = erzielte Unterzahltore; GW = erzielte Siegtore; 1 Play-downs/Relegation; Kursiv: Statistik nicht vollständig)